# アプライドドラマ
アプライドドラマ（英語: Applied Drama）とは、イギリスで始まったドラマ教育 の教授法の1つ。応用ドラマ、応用演劇とも言う。

## 概説
アプライドドラマは観客が見るためのものではなく、経験する演劇教育である。多くは、一人または複数のファシリテーターが、参加者と一緒に、あるストーリー（ドラマ）をつくっていくワークショップ形式で進められる。
Cross Curricular(アプローチの仕方が複数の教科にまたがる教授法）による教育システムでドラマを全ての教育面に活用し、人とのコミュニケーションを促し、参加した人々の為になるもの。

## 対象
アプライドドラマの参加者に決まった制限はない。年齢を問わず、子どもから大人まで、演劇の専門家であろうが無かろうが、誰でも参加できる。
ドラマ教育の文脈で発生した手法ではあるが、行われる場所も教育場面に限定されてはいない。学校や劇場コミュニティーの中から始まったドラマ教育・プロセスドラマが外へ飛び出し、大学、刑務所、高齢者施設や病院、養護施設 、福祉施設、図書館、博物館、歴史（建造物）、ビジネスなど幅広い分野で役立つ為に、室内野外の会場問わずに行われる。

## 各国のアプライドドラマ
国によりその呼び名が、ストーリードラマ、社会劇場、劇場教授法、ドラマケーションなどそれぞれ異なる。

## アプライドドラマの特徴
- コミュニティーや社会の中で個人をしっかりと持てる人間形成とコミュニケーション訓練が出来る。
- 物語を考え演じながら、日常に起こりうる出来事と結び付けていく手段を使う。
- 想像と日常生活のコンビネーションをアプローチし、グループで行う物語は参加者自身の身近にあるものや、実際に誰かが体験した話、し得るものを起用する。（プレ・テキストをリーダー各自が製作し、進行できる）
- 参加者全員が自分の目で見て、聞き、行動し、考え、人と一緒に分かち合いながら探求していく。
- ワークショップ中には、多くの対話を行い、皆で和気藹々とドラマや物語を楽しみながら、同時に静かにお互いを聴きあい、行動を見合い、話し合うことも盛り込みながら人生を考え、決定していく。
- 伝統的な読み書きの学問と、現実社会を生きていくためのスキルの橋渡しをする役目になれる。

## 関連書
- デイヴィッド・ブース（David BOOTH）、中川吉晴・浅野恵美子・橋本由佳・五味幸子・松田佳子訳『ストーリドラマ』新評論　2006年　ISBN 4-7948-0714-7
- ナオミ・グリーン『蜂はちくりと刺すことを知っていますか？生活の中の演劇「アプライドドラマ」』カモミール社　2003年　ISBN 978-4907775278
- アレン・オーエンズ、ナオミ・グリーン／著、小林由利子／編『やってみよう！　アプライドドラマ』 2010年 ISBN 978-4810005615